# 113684 Giannagianni
113684 Giannagianni è un asteroide della fascia principale. Scoperto nel 2002, presenta un'orbita caratterizzata da un semiasse maggiore pari a 3,1356466 au e da un'eccentricità di 0,0421194, inclinata di 14,23742° rispetto all'eclittica.